# Majasari (Ligung)
Majasari is een bestuurslaag in het regentschap Majalengka van de provincie West-Java, Indonesië. Majasari telt 3617 inwoners (volkstelling 2010).